# イタリア保護領アルバニア (1939年-1943年)

アルバニア王国
Mbretënia e Shqipënisë (アルバニア語)
Regno d'Albania (イタリア語)

国の標語: Foedere et Religione Tenemur（ラテン語）
我等、法と神によって守られん国歌: Himni i Flamurit（アルバニア語）
旗への賛歌

アルバニア王国の位置（1942年）

イタリア保護領アルバニア（イタリアほごりょうアルバニア、The Italian protectorate of Albania, also known as Italian Albania, the Kingdom of Albania or Greater Albania）は、第二次世界大戦の1939年から1943年まで存在したイタリア王国の保護国である。
アルバニア王国は、イタリアのアルバニア侵攻によって自治権を失い、独立国ではなく保護国となった。
アルバニア王には、イタリア王であるヴィットーリオ・エマヌエーレ3世が即位した。
1943年9月8日にイタリアは連合国に降伏し、軍隊が全土から撤退したアルバニアにはナチス・ドイツが侵攻し、1年間ドイツの占領下に置かれた。

## 歴史

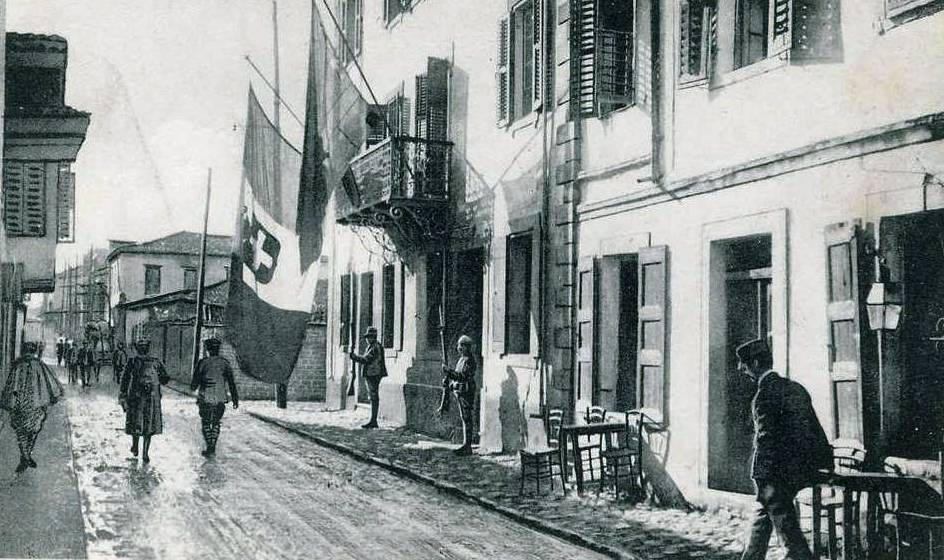
第一次世界大戦中、アルバニアのヴロエにいたイタリア兵たち。イタリア本部のバルコニーから、アルバニアの国旗と並んで、サボイ王家の盾をあしらったイタリアの三色旗が掲げられている。

1939年4月12日、アルバニア議会はイギリスへ亡命した国王ゾグー1世の王位を無効として彼の廃位を議決すると共に、イタリア王ヴィットーリオ・エマヌエーレ3世を新たなアルバニア王に選出すると宣言を出した。事実上の降伏を認めた議会はアルバニアを王の庇護によりイタリア王国の同君連合として扱ってくれるよう嘆願したこともあり、イタリアの新聞各紙では併合ではなく連合とする言葉を用いて報道した。
連合に移行するまでの暫定首相にシェフチェト・ベイ・ヴェルラツィを選んだ。シェフチェトはヴィットーリオ・エマヌエーレ3世がローマのクィリナーレ宮殿で戴冠式を行う4月17日まで首相職に留まった。イタリア王にしてアルバニア王となったヴィットーリオ・エマヌエーレ3世は前イタリア大使フランチェスコ・ジャコモニ・ディ・サン・サヴィオを「国王の代理人」としてアルバニア統治を委ねた。
1939年4月15日、イタリア王国の従属国となったアルバニア王国は宗主国に歩調を合わせて国際連盟から脱退した。その後、イタリアはフランスの敗北が決定的になった1940年6月10日、イギリス、フランスと開戦し、さらに1941年12月には日本とアメリカが戦争状態に入ったことを受けてドイツと共にアメリカに宣戦布告するなど、日本・ドイツと並ぶ枢軸国の一国として本格的に参戦することになるがアルバニアの統治は確実にその深度を増していった。
1939年6月3日、アルバニア外務省に解散命令が出され、職員はイタリア外務省のアルバニア大使館職員として吸収された。アルバニア政府の外務大臣ジェミル・ベイ・ディノーもイタリア政府のアルバニア駐在大使に転任した。国家ファシスト党の影響を受けて結成されたアルバニア・ファシスト党（PFSh）が政権を担当し、アルバニア軍の各部隊はイタリア国防省の指揮下に移され、1940年には正式にイタリア陸軍に外国人師団として統合された。また各地のイタリア人入植者を集めて幾つかの黒シャツ師団が新規編成されたが、PFSh党の部隊（アルバニア民兵隊、アルバニア黒シャツ隊）がこれらの補充要員として編入された。
1939年9月に第二次世界大戦が始まり、1940年10月28日にイタリアがギリシャに侵攻を開始する（ギリシャ・イタリア戦争）と、補助戦力としてのアルバニア人師団が各地で編成された。アルバニア政府、及びイタリア政府はゾグー時代から唱えられた大アルバニア主義を鼓舞し、アルバニア人の国家主義者も戦争を歓迎した。だが現実にはアルバニア人兵士の士気は非常に低く、戦う者よりギリシャ人に投降したりパルチザン化するものの方が多く、イタリア陸軍の手間を増やしただけに終わった。ドイツの参戦（ギリシャの戦い）でなんとか勝利に帰した後、イタリアが獲得したギリシャ領の一部はアルバニアに編入され大アルバニアが実現したがあくまで形式上に過ぎず、実際はアルバニア本土も含めてイタリアによる統治が行われた（イタリア化）。
1943年9月にイタリア王国が連合国に降伏した事で占領統治は終焉を迎えるが、次いでドイツ軍の占領下に置かれてしまった為にイギリスのゾグーは帰国できなかった。